# Думбадзе, Гела
Ге́ла Думба́дзе  (род. 12 июня 1965 г.; Тбилиси) — грузинский политик, дипломат. Чрезвычайный и Полномочный Посол Грузии на Украине с 15 июня 2017 года. Государственный министр Грузии по вопросам диаспоры в 2014—2016 гг. Присвоен ранг Чрезвычайного и Полномочного Посла.

## Биография
Родился в Тбилиси 12 июня 1965 года, учился в Средней школе Тбилиси № 55, в 1989 году окончил Тбилисский государственный университет имени Ивана Джавахишвили, филологический факультет (красный диплом), с 1999 по 2001 года учился в Дипломатической академии Грузии.
В 1987—1989 гг. был учредителем и председателем Молодежного объединения по защите памятников. в 1989 года основал Детское эстетическое и учебное заведение и был директором со дня основания до 1996 года. С 1998 по 1999 года работал первым секретарем Департамента информации и связей с общественностью Министерства иностранных дел Грузии, а в 1999—2000 гг. был руководителем пресс-центра. В 2000—2001 гг. был переведён на должность заместителя директора Департамента внешнеполитической информации и связей с общественностью Министерства иностранных дел Грузии.
В 2001—2005 гг. работал на должности Советника в Посольстве Грузии в Азербайджане. С 2005 по 2007 гг. занимал должность Начальника Управления по вопросам культурного наследия и связей с диаспорой, а с 2007 по 2009 гг. — должность Советника в Посольстве Грузии в России. С 2009 по 2013 гг. работал на должности Старшего советника в Посольстве Грузии на Украине. В 2013—2014 гг. исполнял обязанности Посла в Узбекистане и Таджикистане.
С 2 июня по 22 июля 2014 года занимал должность Заместителя Государственного министра Грузии по вопросам диаспоры, а 26 июля 2014 года был назначен на пост Государственного министра Грузии по вопросам диаспоры. В 2014—2016 гг. председательствовал в Комиссии по передаче Грузии приобретенного во Франции Правительством Первой демократической республики Грузии поместья. 23 сентября 2016 года им был подписан Акт о возвращении Грузии поместья Ле вилль. В 2016 году за вклад в возвращение Поместья Ле вилль Грузии был награжден медалью им. Иване Джавахишвили.
С 15 июня 2017 года является Чрезвычайным и Полномочным Послом Грузии на Украине и Постоянным Представителем Грузии при Организации за демократию и экономическое развитие — ГУАМ.
Является автором сборников новелл — «Жёлтый троллейбус», «Я — бегу» и «Люблю яблоки». Является членом художественной галереи «Art Gallery Line».
Есть жена и дочь. Владеет русским и английским языками.